# 细梗丝瓣芹
细梗丝瓣芹（学名：Acronema gracile）为伞形科丝瓣芹属的植物，是中国的特有植物。分布于中国大陆的西藏等地，生长于海拔3,300米至3,800米的地区，一般生长在沟谷林下，目前尚未由人工引种栽培。